# Selo pri Bledu
Selo pri Bledu (IPA: [ˈsɛːlɔ pɾi ˈbleːdu]) è un insediamento (naselje) del Comune di Bled nella regione statistica dell'Alta Carniola in Slovenia.
Il nome dell'insediamento è cambiato da Selo a Selo pri Bledu nel 1953.